# きた!きた!とっきゅう
「きた!きた!とっきゅう」は、フジテレビ系子供向け番組『ひらけ!ポンキッキ』の楽曲。
1993年11月19日にポニー・キャニオンで『ひらけ!ポンキッキ 最新ベストコレクション』のアルバムとして発売。
作詞：伊藤アキラ、作曲：勝誠二、編曲：ACHILLES、歌：窓花さなえ。

## 概要
日本国内を走る特急列車を紹介する歌。それぞれ4種類ずつ、全部で12種類の特急車両が紹介されている。リリース当時は1992年頃に走っていた列車なので、現在は既に引退して走っていない列車が存在する。
最初は特急車両の画像がピース状に並べられてオレンジ色のピースでだんだんと少しずつ隠れて行き、その後、ピースが全部バラバラになって、車両の紹介へと進行していく。
1番の「スーパーひたちは えいせいテレビつき」の歌詞だが、当時運用中だった651系のグリーン車に衛星テレビが設置されていたことが由来。現在運用中のE657系は衛星テレビ付きではないが、WiMAXを利用したブロードバンド環境が整備されている。

## 紹介車両
- 成田エクスプレス（JR東日本253系電車）※2010年に後継のE259系へ置き換え。一部車両は1000番台に改造され、東武線直通特急「日光」・「きぬがわ」として運用中。
- スーパービュー踊り子（JR東日本251系電車）※2020年に廃止。後継のE261系「サフィール踊り子」へ置き換え。
- 特急オホーツク（国鉄キハ183系気動車）※2023年3月ダイヤ改正でキハ283系へ置き換えられて定期運用から離脱。
- スーパーひたち（JR東日本651系電車）※列車愛称が「ひたち」へ改称。後継のE657系へ置き換え。651系は2014年から高崎線特急として運用されたが、2023年3月ダイヤ改正でE257系5500番台に置き換えられて定期運用から離脱。
- 小田急ロマンスカーあさぎり（小田急20000形電車）※後継の60000形「MSE」へ置き換え。2018年に列車愛称が「ふじさん」に改称。車両自体は富士急行(現:富士山麓電気鉄道)に譲渡され、8000系「フジサン特急」として運用中。
- 東武スペーシア（東武100系電車）※リニューアルの上で現役。
- アーバンライナー（近鉄21000系電車）※リニューアルの上で「アーバンライナー Plus」として現役。
- パノラマスーパー（名鉄1000系電車）※全車特別車編成は全廃。一部特別車編成のみリニューアルの上で現役。
- トワイライトエクスプレス（国鉄DD51形ディーゼル機関車・24系客車）※大阪-札幌間を走る列車自体が2015年に廃止。列車愛称は、2017年に登場したクルーズトレイン「TWILIGHT EXPRESS瑞風」として復活した。
- 特急しおかぜ（JR四国8000系電車）※リニューアルの上で現役。現在は8600系も活躍中。
- ハイパー有明（JR九州783系電車）※リニューアルの上で車両自体は現役。列車自体は2021年に廃止。
- ゆふいんの森（JR九州キハ71系気動車）※リニューアルの上で現役。

サビの部分には、キハ85系「ワイドビューひだ」 (2023年3月ダイヤ改正でHC85系へ置き換え)、京成AE100形「スカイライナー」(2010年にAE形へ置き換え、2015年に引退)、JR西日本381系「スーパーくろしお」(2015年に引退)が登場する。

## 収録アルバム
- ひらけ!ポンキッキ 最新ベストコレクション(1993年11月19日 ポニーキャニオン）
- ポンキッキ スーパーベスト4 オーレ!チャンプ（1994年7月21日 ポニーキャニオン）

## カバー
バンダイで発売されたVHS「のりもの探検隊 のりもののうた」では、中尾隆聖と佐久間レイが歌っている。